# Jaderi, Kolar
Jaderi là một làng thuộc tehsil Kolar, huyện Kolar, bang Karnataka, Ấn Độ.